# Vater
 Denne artikel bør gennemlæses af en person med fagkendskab for at sikre den faglige korrekthed.

Vater-kompleks eller Vacterl-kompleks er medfødte, karakteristiske misdannelser, bestående af lidelser i 5-7 forskellige organer, som tilsammen skaber dette handicap. Denne samling af lidelser opstår blandt 1-9:100.000 svangerskaber og blandt levendefødte er prævalensen mellem 1:10.000 -1:40.000.
Lidelsens navn Vacterl er dannet ud fra bogstaverne i de forskellige, ramte organer. 
- V står for vertebrae (rygsøjlen), som kan have misdannede knogler.
- A står for anus, da der kan være tale om manglende endetarmsåbning.
- C står for cardiac og henviser til fejl i hjertet.
- TE står for tracheoesophageal, hvilket er luftveje og spiserør. Der kan være tale om lukket spiserør, enten long gap eller short gap. 40-50% med VACTERL har dette symptom.
- R står for enten renal, hvilket hentyder til misdannede nyrer, eller radial (underarme).
- L står for limb, hvilket er fejl på andre lemmer, hovedsageligt benene.

For at have Vater/Vacterl skal man minimum have tre af symptomerne.
Lidelsen skyldes en udviklingsfejl hos det tidlige foster. Der er ingen kendt årsag til dette kompleks, selvom visse studier antyder genetiske årsager. Behandlingen består i kirurgiske indgreb, samt medicinsk behandling af følger såsom infektioner, og komplekset (der, som navnet antyder, er komplekst) bliver som oftest ikke diagnosticeret med det samme, men symptomerne behandles én efter én.
Se i øvrigt lægehåndbogen .

## Ekstern henvisning
- Oplevelser med OA Arkiveret 16. maj 2018 hos  Wayback Machine
- Om Vater kompleks Arkiveret 12. marts 2007 hos  Wayback Machine
- VATER/VACTERL-Assoziation (tysk) Arkiveret 30. maj 2018 hos  Wayback Machine